# Belford, New Jersey
Belford är en ort i Monmouth County, New Jersey, USA.